# 川門

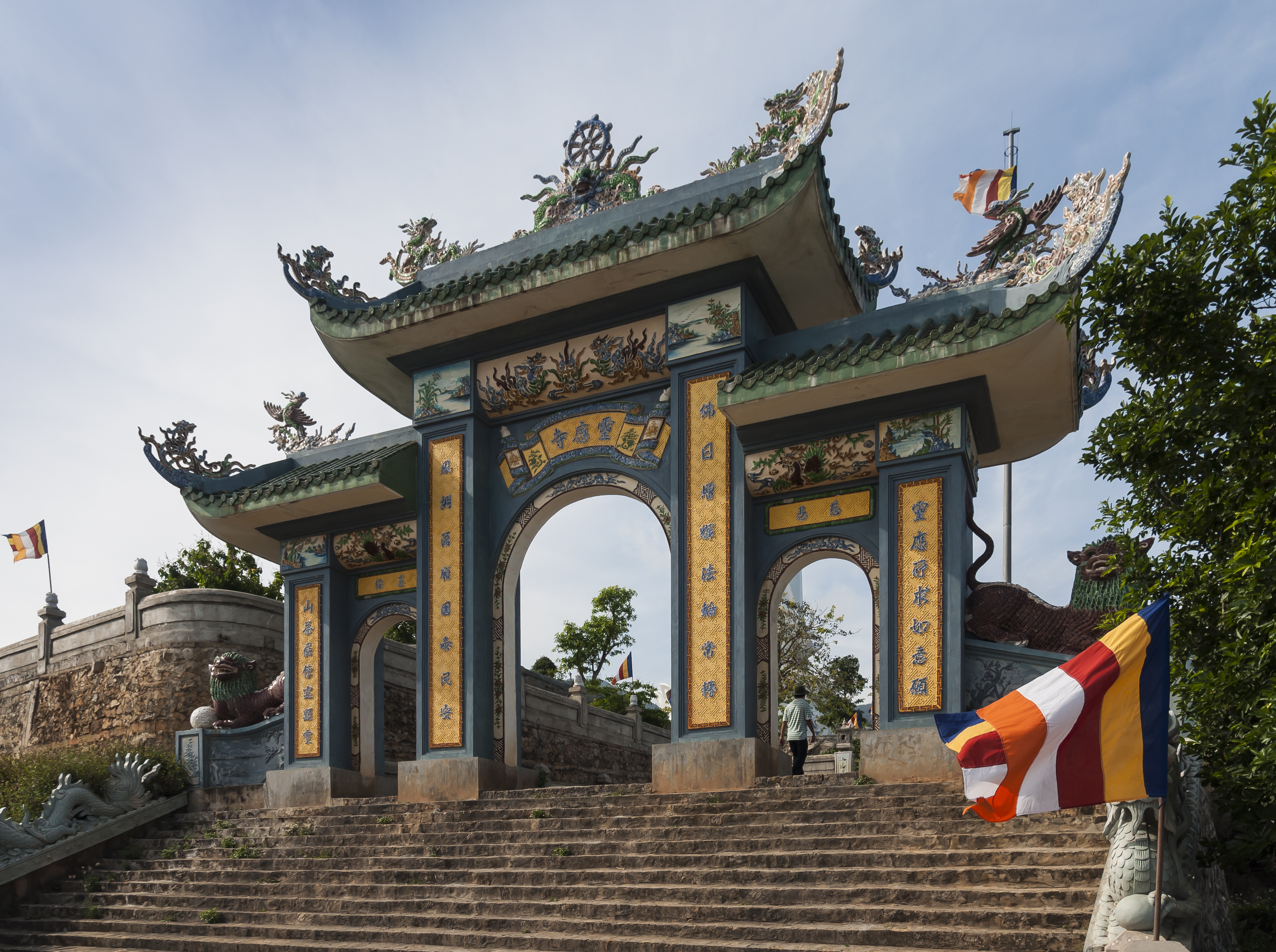
越南寺廟的川門

川門，是分成三個入口的一種門，分別有由三個半圓形拱門組成的城門或以柱分成三間的牌坊兩類，形如「川」字。據說以往當中的“正川門”只有天子和朝廷命官才能通行，平民百姓只能走東西川門。